# Sutyna
Sutyna is een geslacht van vlinders van de familie Uilen (Noctuidae), uit de onderfamilie Cuculliinae.

## Soorten
- S. colombiensis Dognin, 1914
- S. privata Walker, 1857
- S. profunda Smith, 1900
- S. tenuilinea Smith, 1903